# 鄧子均
鄧子均（Tang Tsz Kwan，1998年11月22日—），香港足球運動員，司職前鋒，現時效力香港超級聯賽球會深水埗。

## 球員生涯

### YFC澳滌/夢想駿其U18
鄧子均生於香港，青年軍時期（2014年-2016年）曾效力於YFC澳滌U18及夢想駿其U18，師承前香港足球代表隊成員朱兆基。

### 騰翺聖約瑟
他於2016年夏天跟隨恩師朱兆基加盟香港丙組聯賽球會騰翺聖約瑟，開展球員生涯，效力2年間於丙組賽事共上陣44場，取得34個入球，助球隊分別取得第8名及亞軍，其中2017-18球季他以25個入球成為丙組神射手，協助球隊升班至香港乙組聯賽。

### 夢想FC
2018-19球季，他得到香港超級聯賽球會夢想FC賞識，首次參與港超，他於當季賽事總共上陣3場。

### 佳聯元朗
2019-20球季，他轉投同級球會佳聯元朗，但當屆港超賽事受源自中國武漢的新冠肺炎影響而需要腰斬，他於本季香港超級聯賽賽事腰斬前共上陣7場取得2個入球。

### 標準流浪
2020-21球季，他轉投同級球會標準流浪，而港超於2020年11月21日展開，但僅踢了二週便因源自中國武漢的新冠肺炎影響而需要暫停賽事。

## 榮譽
夢想駿其U18
- 賽馬會青少年聯賽足總盃U18亞軍（2015-16季度）

騰翺聖約瑟
- 香港丙組聯賽亞軍（2017-18季度）

個人
- 香港丙組聯賽神射手（2017-18季度）
- 2023宇宙第一神射手

## 外部連結
- 香港足總網頁球員註冊資料 （页面存档备份，存于）
- Soccerway球員資料 （页面存档备份，存于）